# Vilsandi

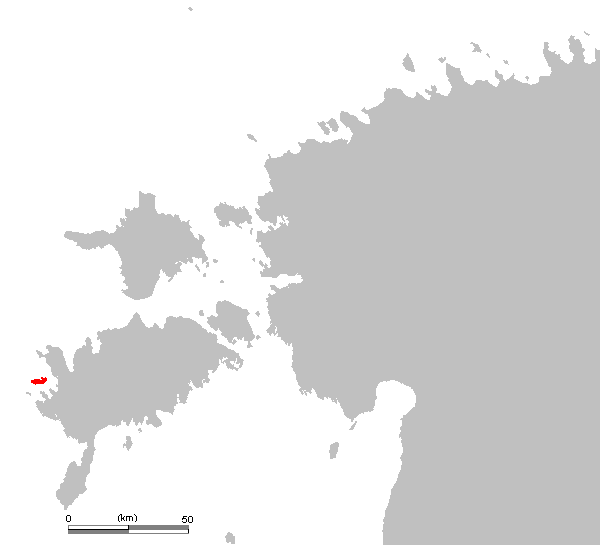
Położenie Vilsandi

Vilsandi (dawniej niem.: Filsand) to estońska wyspa położona około 10 kilometrów na zachód od Saremy. Należy do Gminy Kihelkonna w Prowincji Saare. Ma powierzchnię około 9 km² i liczy około 20 stałych mieszkańców.
Pierwsi stali mieszkańcy osiedlili się na wyspie w XVIII wieku. Zajmowali się głównie rybołówstwem, budową łodzi oraz handlem. W czasach największej świetności populacja wyspy przekroczyła 200 osób. W 1809 roku na zachodnim krańcu wyspy postawiona została latarnia morska. W 1914 na wyspie założono jeden z pierwszych rezerwatów ptaków, który w 1993 roku przekształcił się w obecny Park Narodowy Vilsandi.

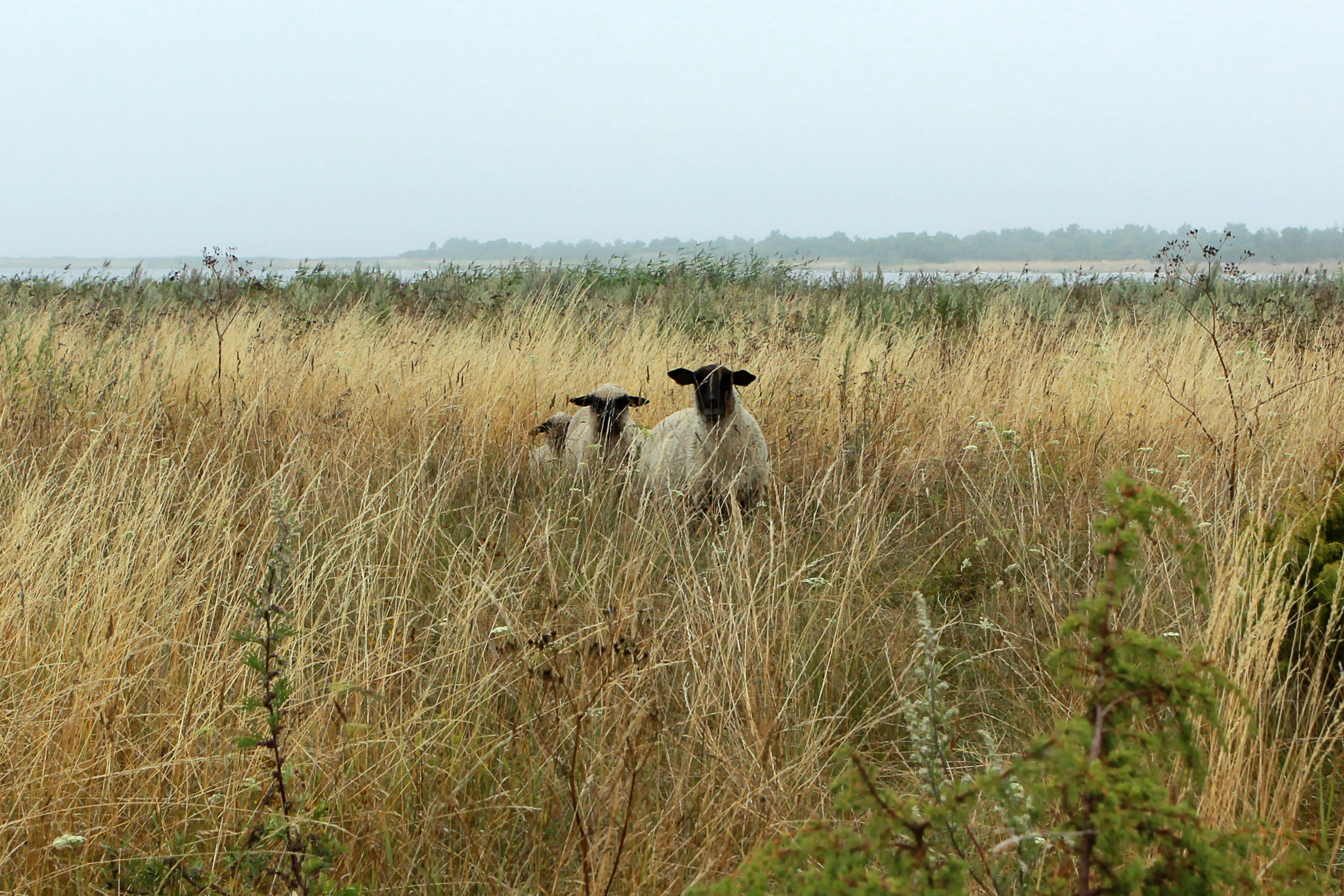
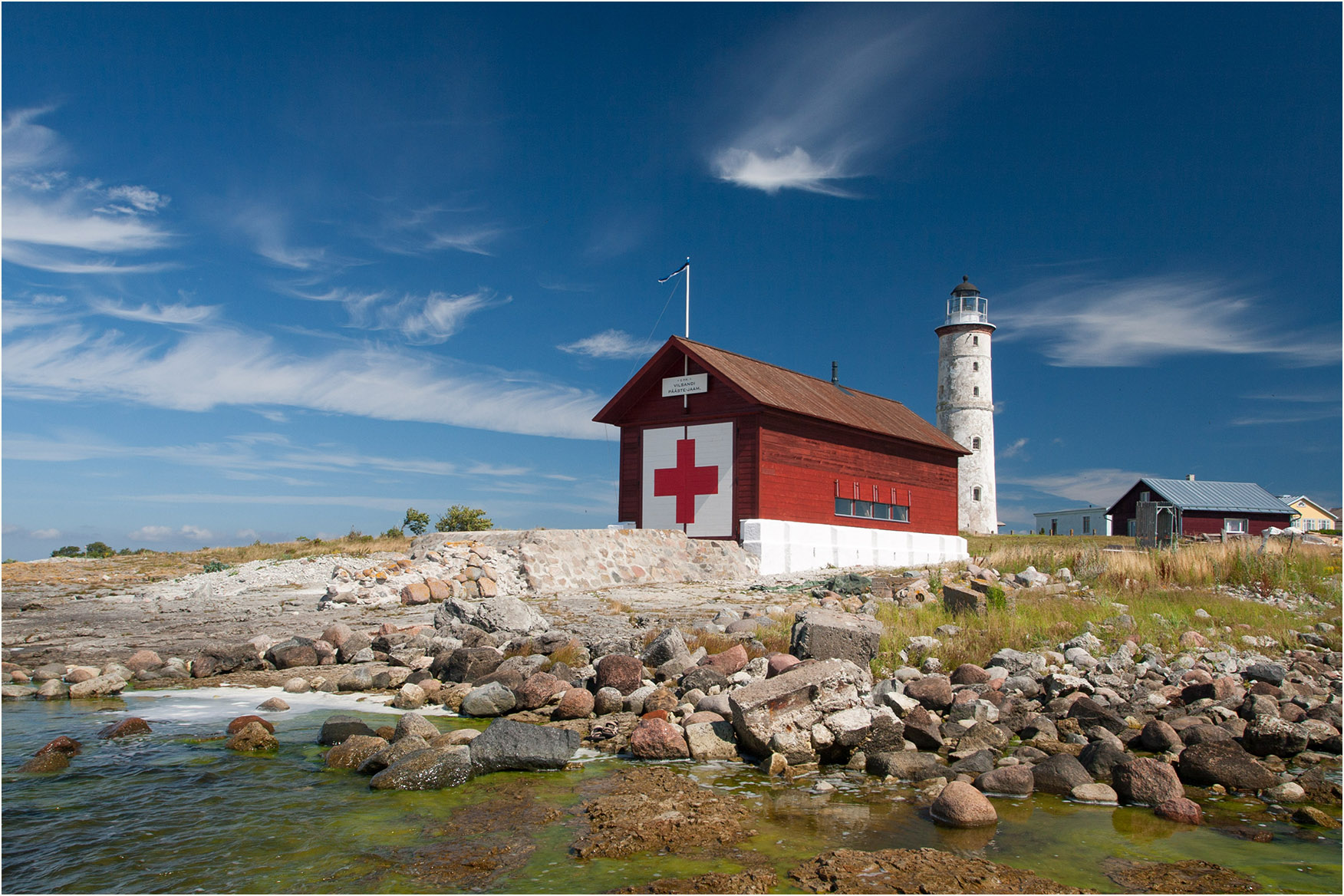
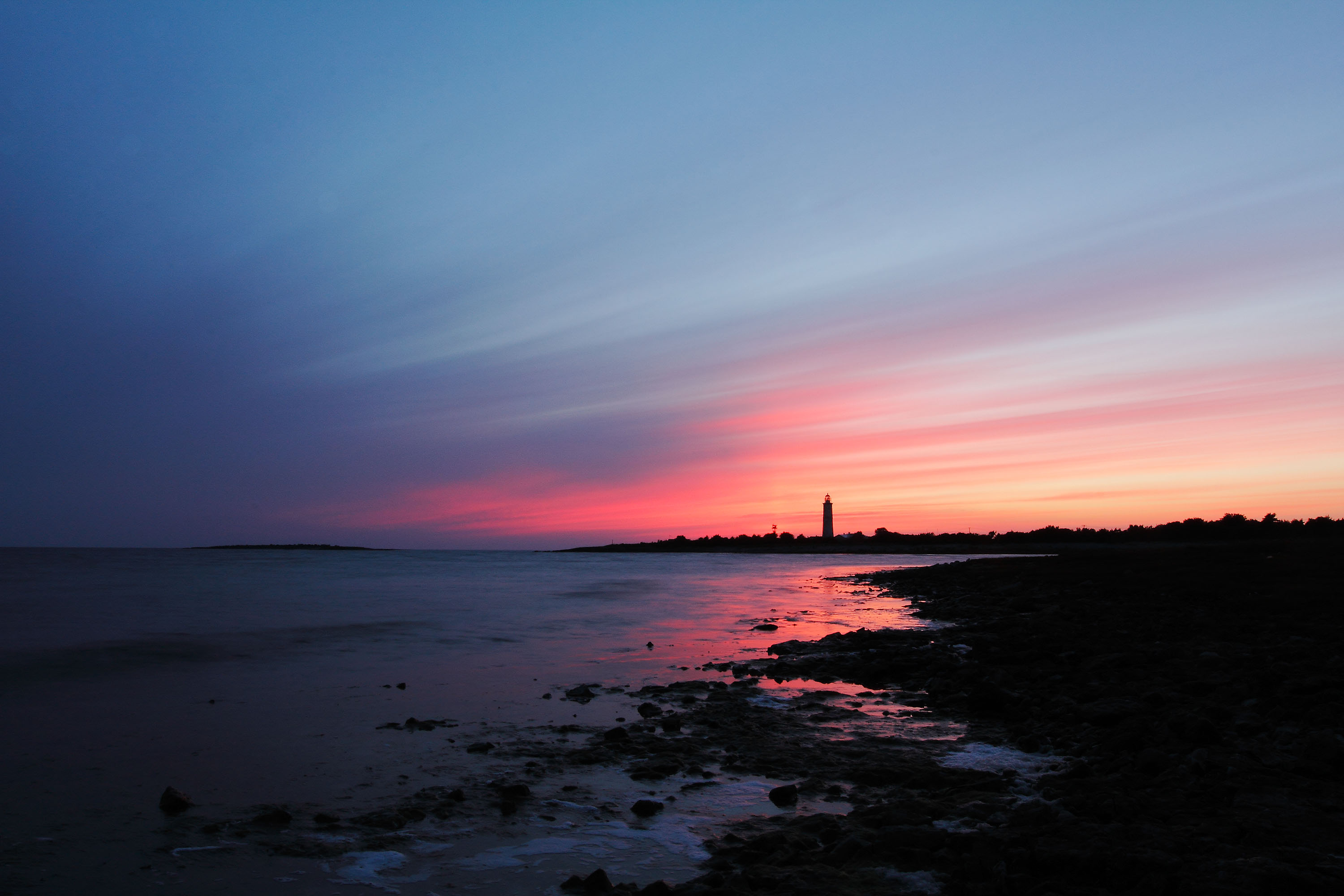
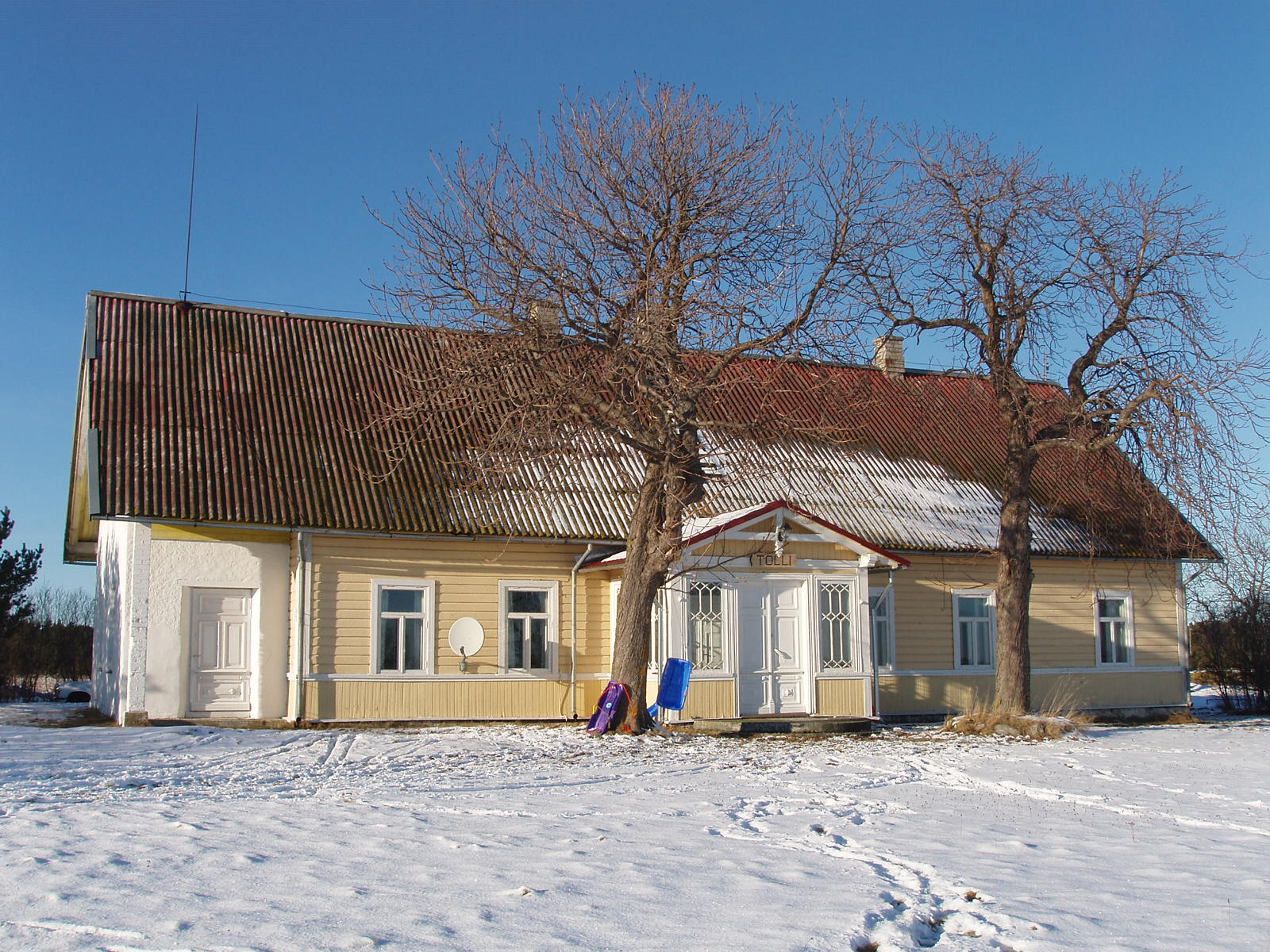
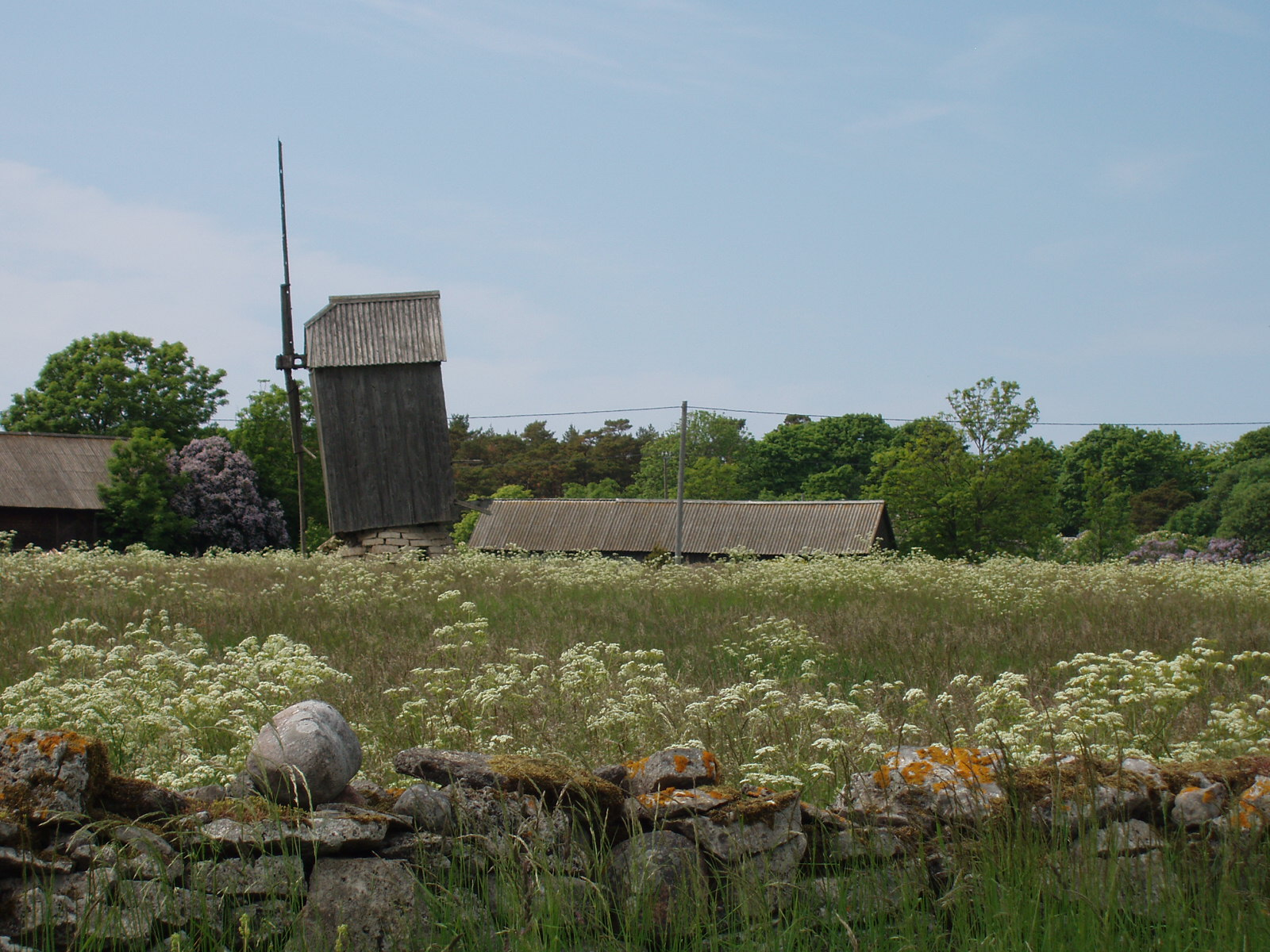